# K-kompleks
Et K-kompleks er en EEG-bølgeform, der forekommer i stadie 2-søvn. Det indeholder et kort højspændings maksimum, som for det meste er højere end 100 µV, og varer længere end 0.5 sekunder. K-komplekser forekommer tilfældigt i løbet af stadie 2 søvnen, men kan også forekomme som reaktion til auditære stimulanser. Det er reaktionen til auditære stimulanser, der sandsynligt leder til det oprindelsen af udtrykket K-kompleks.
Original forskning i midten af 1900-tallet viste, at K-komplekser forekom, når forskerne bankede på døren, ind til en sovende person.